# Třebovka
Třebovka är ett vattendrag i Tjeckien. Det ligger i den östra delen av landet, 140 km öster om huvudstaden Prag.